# Jean-Baptiste Gerin (homme d'affaires)
Pour les articles homonymes, voir Jean-Baptiste Gerin et Gerin.
Jean-Baptiste Gerin, né le 25 juin 1847 à La Croix-Rousse et mort le 2 octobre 1920 à Paris, est une personnalité des affaires et de la presse française.
Créateur de sociétés et exploitant de journaux dont il s'est servi à des fins d'escroquerie et de chantage, il est surtout connu pour son rôle financier dans la fondation de La Libre Parole d'Édouard Drumont.

## Biographie

### Origines et famille
Jean-Baptiste Prosper Gerin (sans accent sur le « e ») est né le 25 juin 1847 au no 36 du quai de Serin, à La Croix-Rousse, commune qui sera rattachée à la ville de Lyon en 1852. Il est le fils de Louise Gariot et de Christophe-Barthélemy Gerin (vers 1788-1855), négociant.
Jean-Baptiste est encore très jeune quand ses parents s'installent à Paris, quai de Béthune. Après la mort de son père, sa mère s'associe à son frère aîné Antoine-Barthélemy, resté à Lyon, pour reprendre l'entreprise familiale, baptisée « Compagnie des bateaux à vapeur Paris-Lyon » et spécialisée dans le transport fluvial de marchandises.
Jean-Baptiste accomplit ses études classiques au lycée Charlemagne. Pendant la Guerre franco-allemande de 1870, il sert dans un régiment de ligne. Par la suite, il deviendra sous-lieutenant dans la réserve puis dans l'armée territoriale.

### Débuts dans la finance
Tout d'abord employé d'agent de change, Jean-Baptiste Gerin se met à son compte vers 1874, en s'installant comme changeur puis comme banquier au no 51 de la rue Vivienne, sous la raison sociale « J.-B. Gerin & Cie ». Spécialisé dans l'avance sur titres, il ouvre une succursale l'année suivante au no 56 de la rue Basse-du-Rempart. En 1877, cette maison de banque se dote d'un organe de presse intitulé Circulaire financière et commerciale et distribué gratuitement à ses clients. La même année, elle prend part à la création de la Société anonyme des charbonnages de Baelen. En 1880, la banque Gerin fusionne avec la Caisse centrale des actionnaires pour constituer la Banque générale d'arbitrages et de crédit, 20 avenue de l'Opéra.
Les montages financiers pilotés par Gerin vont souvent s'avérer douteux : l'homme d'affaires accumule les faillites aux dépens des actionnaires tout en échappant à la justice. Selon Jean Pauwels (d), journaliste au Gil Blas, « il avait su élever l'exploitation des gogos à la hauteur d'une institution ».
Le 22 décembre 1879, Gerin avait épousé Anne-Léonie Maquet (1840-1888), veuve de l'avocat et député Clément Laurier. Celle-ci meurt le 26 février 1888, officiellement d'une rupture d'anévrisme, mais des rumeurs prétendent que les malversations et l'infidélité de son époux l'auraient poussée au suicide.
En 1892, quatre ans après la mort d'Anne-Léonie, Gerin épousera en secondes noces Louise-Joséphine-Hélène Rothfritsch (1857-1922),.

### Directeur-fermier duNational
Au milieu des années 1880, Gerin avait déjà acquis et pris la direction de La Semaine financière, un hebdomadaire qu'il utilise pour faire chanter les établissements de crédit. En février 1887, il prend à ferme deux journaux, Le National (de 1869) et Le Petit National, qui appartiennent alors à une société représentée par le baron de Soubeyran. Le 5 juillet suivant, il crée la Compagnie de la presse associée, sous la raison sociale « J.-B. Gerin et Cie », afin d'exploiter ces deux titres ainsi que La Semaine financière et l’Office général de publicité. Cinq jours plus tard, le nouveau directeur du National est nommé officier d'Académie. Cette distinction honorifique est probablement motivée par la proximité politique du journal avec les républicains « opportunistes », au pouvoir depuis une dizaine d'années.

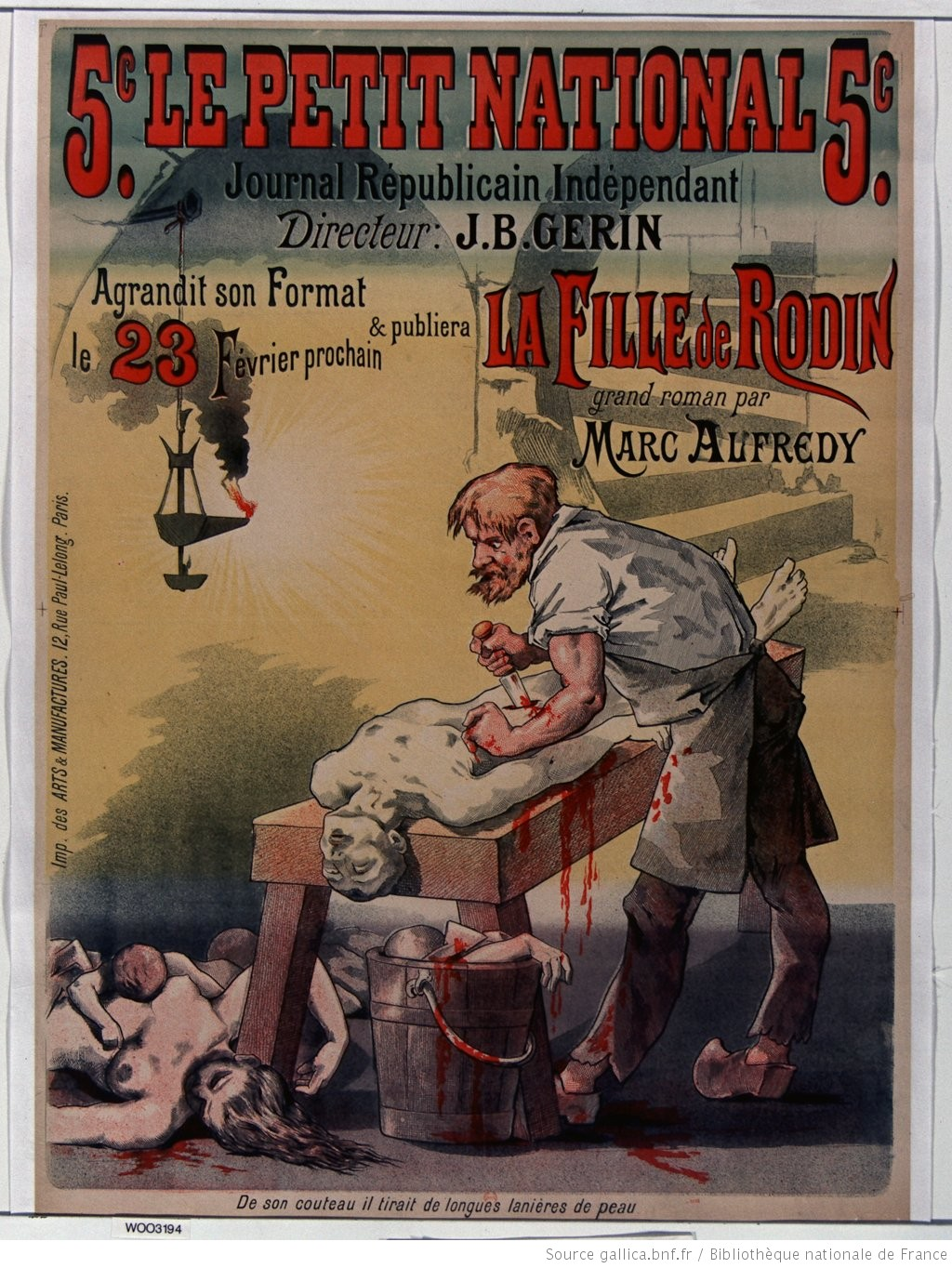
Affiche pour La Fille de Rodin de Marc Alfredy, roman publié en feuilleton dans Le Petit National (1888).

Gerin avait confié la direction politique et économique du National au député Jules Roche avant d'entrer en désaccord avec ce dernier sur la ligne éditoriale du journal, ce qui avait entraîné la rupture de leur collaboration puis un procès, perdu par l'homme d'affaires. Gerin ayant repris la direction politique, Le National adopte tout d'abord une attitude nettement anti-boulangiste, conformément à sa ligne éditoriale « opportuniste », avant d'opérer un surprenant revirement en faveur du général Boulanger à l'été 1889, ce qui laisse penser que Gerin s'est probablement laissé acheter par l'argent mis à la disposition de la campagne boulangiste par les royalistes.
En avril 1890, Gerin a l'idée d'exploiter l'inquiétude de la bourgeoisie israélite face à la montée d'un mouvement antisémite dirigé par le polémiste Édouard Drumont. Il demande donc à un journaliste juif, Édouard Veil (d), administrateur délégué de la société propriétaire du National, de contacter ses « coreligionnaires » pour les inciter à s'abonner au journal, qui ouvrira ses colonnes à la défense des israélites. Veil introduit également Gerin auprès de plusieurs banquiers juifs et du grand-rabbin de France, Zadoc Kahn. Vers la même époque, son ami le journaliste Léo Biron (d) lui fait rencontrer Gaston Wiallard (d), homme de lettres et prote à l'Imprimerie moderne, avec lequel il aurait envisagé de fonder une imprimerie.
La Compagnie de la presse associée est dissoute le 28 mars 1891 : Gerin est en nommé liquidateur, d'abord aux côtés de Biron et d'un second adjoint, Guyon, puis seul à partir du 6 janvier 1893. Le 10 juin 1891, les trois hommes ainsi que le gérant du National sont condamnés en correctionnelle à verser 100 000 francs de dommages-intérêts au Crédit industriel et commercial (CIC), le National ayant publié un article malveillant et diffamatoire à l'encontre de cette banque le 17 avril. Selon Jean Pauwels, Gerin aurait tout simplement tenté de faire chanter le CIC. Quelques semaines après cette condamnation, Gerin cède la direction du journal à Biron. L'affermage prend fin le 20 février 1892, permettant au National de changer de mains.
Gerin reste toutefois à la tête de la Semaine financière, exploitée par la Caisse de la Semaine financière (8 rue Saint-Augustin), qu'il a créée en septembre 1888. Cette société est également une banque, dont Gerin se sert pour escroquer de riches lecteurs de sa revue.

### Gerin et laLibre Parole
Moins de deux ans après avoir envisagé de consacrer une partie des colonnes du National à la défense des Juifs, Gerin va cofonder un journal antisémite avec Édouard Drumont.
Ce dernier, conseillé par l'industriel et homme politique Joseph Odelin, a été mis en relation avec Gerin par le dramaturge Benjamin Gadobert (d) dès le mois de février 1892. Pour exploiter le nouveau journal, intitulé La Libre Parole, les deux hommes fondent le 2 avril une société en commandite simple, dont ils se partagent 300 des 800 parts. Cette fois-ci, Gerin ne prend ni le titre de directeur ni celui d'administrateur, préférant contrôler discrètement les finances du journal par l'intermédiaire d'un homme de paille. Ironie du sort, ce rôle est assuré par Wiallard, né Crémieux, qui est d'origine juive.
Deux mois après le lancement de la Libre Parole, Le Matin révèle les coulisses financières de la fondation du quotidien antisémite. Les journaux prennent alors un malin plaisir à rappeler la campagne philosémite entreprise par l'ancien directeur du National. Gerin réplique le 29 juin sur un ton menaçant qui laisse transparaître son inclination au chantage : « Lorsque j'étais directeur-fermier du National, il m'est arrivé de faire de la politique avec les opportunistes qui formaient ma clientèle. Je n'avais donc pas à repousser le concours qui m'était offert auprès des israélites par l'administrateur délégué de la Société propriétaire du National, israélite lui-même. J'ai vu ce monde-là de très près, j'en ai été la dupe, et j'en ai conservé des souvenirs et des documents... [...] Toute cette clique judéo-opportuniste, avec laquelle j'ai trop longtemps vécu, serait prudente de ne pas réveiller les souvenirs d'un homme qui a payé pour la connaître ».
Tout en laissant la direction politique du journal à Drumont, Gerin en rédige la rubrique financière, intitulée « calendrier financier » et signée des pseudonymes « François Conscience » et « Jacques Lefranc ». Selon Jules Guérin, Gerin et Drumont auraient utilisé cette rubrique pour faire chanter le gouverneur du Crédit foncier, Albert Christophle.

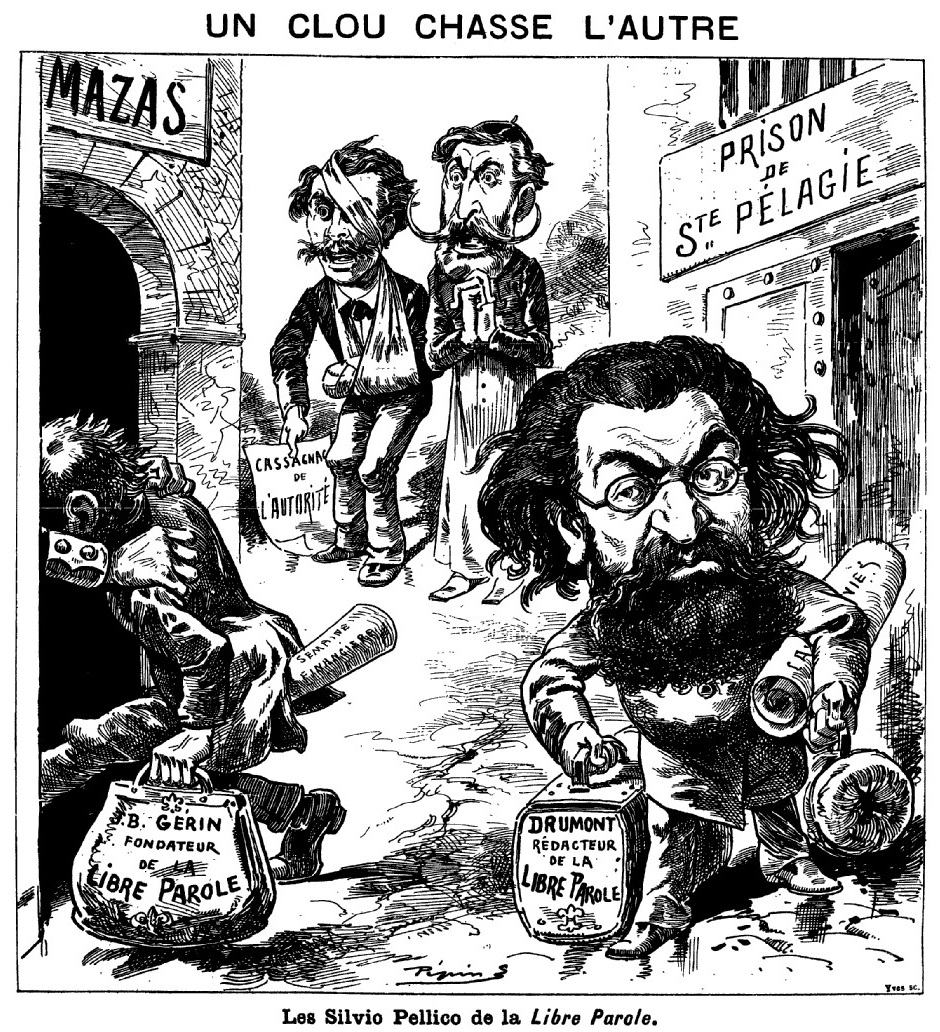
Gerin est arrêté le 1er février 1893, deux jours avant la libération de Drumont (caricature du Grelot du 12 février 1893 par Pépin).

Chargé par un riche lecteur de la Semaine financière de placer entre 250 000 et 280 000 francs de titres, Gerin en a converti la majeure partie en valeurs non cotées en bourse et surévaluées, dont des actions de la Caisse de la Semaine financière. Après avoir vainement exigé que Gerin lui restitue une somme équivalente aux valeurs confiées, le client porte plainte. Inculpé d'abus de confiance, Gerin est arrêté par le commissaire Touny et écroué au dépôt puis à Mazas le 1er février 1893. Cette incarcération précède de seulement deux jours la libération de Drumont, qui vient de purger à Sainte-Pélagie les trois mois de prison auxquels il avait été condamné pour avoir diffamé le député Auguste Burdeau. Ce chassé-croisé inspire au caricaturiste Pépin un dessin publié dans Le Grelot du 12 février. Libéré au bout d'une semaine, après le versement d'une caution par Odelin, Gerin semble avoir bénéficié d'un non-lieu sur cette affaire.
Quelques mois plus tard, il prend part au montage financier de La Libre Parole illustrée.
Fin octobre 1894, Odelin propose à Drumont de reprendre la direction financière de la Libre Parole, ce qui aurait pour effet de limiter le rôle de Gerin. L'accord conclu entre les deux hommes, exécutoire au 1er décembre, n'empêchera pas la crise de la mi-janvier 1895, qui semble être motivée par des désaccords au sujet du partage des profits. En l'absence de Drumont, momentanément exilé à Bruxelles afin d'échapper à la Justice, Odelin manœuvre au sein du conseil des intéressés de la société exploitant la Libre Parole. Agit-il à l'encontre de Gerin, ou de concert avec ce dernier avant que celui-ci ne se retourne finalement contre lui ? À l'issue de cette « révolution de palais » avortée, Drumont chasse Odelin et remplace Wiallard par son propre homme de confiance, Devos, au poste d'administrateur. Privé de son homme de paille, Gerin reste cependant intéressé à l'exploitation du journal.

### Affaire de la Banque des Français
En 1896, Gerin transforme la Caisse de la Semaine financière en Banque des Français.
Réitérant les malversations qui l'avaient conduit à Mazas, il se sert de cette société anonyme pour détourner des centaines de milliers de francs. Par conséquent, de nouvelles plaintes en escroquerie et en abus de confiance sont déposées à son encontre et provoquent une nouvelle arrestation de l'affairiste le 29 octobre 1909, peu de temps avant la mise en faillite de son établissement.
Libéré sous caution, Gerin comparaît en correctionnelle en octobre 1911 : il est condamné à deux ans de prison et 10 000 francs d'amende. En 1912, il écope également de six mois dans l'affaire de la Compagnie des tramways du département de l'Orne, une société dont la Banque des Français avait émis les actions. Ayant fait défaut devant la chambre des appels correctionnels, un mandat d'arrêt est émis contre lui en mai 1914.

### Cavale et arrestation
En fuite à Budapest, Gerin est contraint de revenir en France après l'éclatement de la Première Guerre mondiale. Caché en Bretagne sous le faux nom de Ducher, il réside dans un hôtel de Lannion. Repéré par des gendarmes à Perros-Guirec, il est arrêté en octobre 1915.
Jean-Baptiste Gerin meurt à Paris, au no 54 de la rue Jouffroy, le 2 octobre 1920. Il est inhumé trois jours plus tard à Neuilly.